# 모나드아프리카나무타기쥐
모나드아프리카나무타기쥐(Dendromus leucostomus)는 붉은숲쥐과에 속하는 설치류의 일종이다. 앙골라 동부-중부 지역의 토착종이지만, 칼루켐브 지역에서 발견된 기록도 있다. 국제 자연 보전 연맹(IUCN)은 회색나무타기쥐의 이명으로 간주하고 있다.